# Levkuška
Levkuška – wieś (obec) na Słowacji położona w kraju bańskobystrzyckim, w powiecie Revúca. Pierwsze wzmianki o miejscowości pochodzą z roku 1294.
Według danych z dnia 31 grudnia 2012, wieś zamieszkiwało 248 osób, w tym 126 kobiet i 122 mężczyzn.
W 2001 roku rozkład populacji względem narodowości i przynależności etnicznej wyglądał następująco:
- Słowacy – 12,88%
- Romowie – 6,87%
- Węgrzy – 79,83%

Ze względu na wyznawaną religię struktura mieszkańców kształtowała się w 2001 roku następująco:
- Katolicy rzymscy – 38,63%
- Ewangelicy – 18,03%
- Ateiści – 16,31%
- Nie podano – 0,43%